# 帚黄耆
帚黄耆（学名：Astragalus scoparius）为豆科黄耆属下的一个种。

## 扩展阅读
- 維基物種上的相關：帚黄耆